# اوپانیشاد بریهدآرنیکه
'اوپانیشاد بریهدآرنیکه (به انگلیسی: Brihadaranyaka Upanishad)(سانسکریت: बृहदारण्यक उपनिषद्, Bṛhadāraṇyaka Upaniṣad) یکی از اوپانیشادهای اصیل و از قدیمی‌ترین متون آیینی هندوئیسم است. عنوان این اوپانیشاد از دو لغت بریهد به معنای «بزرگ» و آرنیکه به معنای «جنگل» گرفته شده و تحت‌لفظا به معنای «جنگل بزرگ» است و گویا مطالب آن غالباً در جنگل تعلیم می‌شده است. به نظر می‌رسد این متن حدود ۷۰۰ قرن پیش‌ازمیلاد نوشته شده باشد.
بریهدآرنیکه به شش فصل و هر فصل به تعدادی بخش تفسیم شده که مجموع آن‌ها چهل و هفت بخش است.
این اوپانیشاد جستاری در باب آتمن (روح، خویشتن) و شامل گزاره‌هایی در باب متافیزیک، اخلاق، و میل به دانش است.